# George Elphinstone Dalrymple
George Augustus Frederick Elphinstone Dalrymple (6 de mayo de 1826 – 22 de enero de 1876)  fue un colono, explorador, servidor público y político, miembro de la Asamblea Legislativa de Queensland. Fundó las ciudades de Bowen y Cardwell y fue pionero en la apertura de las regiones de los ríos Herbert, Burdekin, Johnstone y Daintree a la colonización británica. Durante éste tiempo fue responsable de muchos asesinatos de aborígenes que vivían en la zona.

## Primeros años de vida
Dalrymple nació en Escocia, el décimo hijo de Sir Robert Dalrymple Horn Elphinstone, Bart., por su matrimonio con Graeme, hija del coronel David Hepburn. 

## Ceilán
A mediados de la década de 1840, Dalrymple se mudó a la colonia británica de Ceilán, donde se convirtió en propietario de una plantación de café en las Provincias Centrales. Gran parte de la tierra utilizada para establecer estas plantaciones había sido confiscada a los campesinos locales, quienes quedaron sin tierra y desempleados mientras se utilizaban como mano de obra a culíes tamiles importados. El descontento por la pérdida de tierras llevó a muchos campesinos de Sri Lanka a rebelarse en 1848 en lo que se conoce como la rebelión Matale. Dalrymple fue un destacado propietario de plantaciones durante este período y defendió públicamente al gobernador de Ceilán, Lord Torrington, quien fue destituido debido a los duros métodos que utilizó para reprimir la rebelión.

## Queensland
Llegó a Australia en 1857 y viajó a Darling Downs, donde su difunto hermano, Ernest Elphinstone Dalrymple, había sido un pionero de la colonización británica al establecer la zona pastoral Talgai en 1840. Con la esperanza de adquirir tierras, George se convirtió en superintendente de una granja de ovejas, administrando la propiedad de James Charles White en Jondaryan. En 1858, fue designado para el cargo de magistrado local por el gobierno colonial.

### Expedición de 1859 al río Burdekin
En 1859, Dalrymple dirigió una expedición para evaluar la zona no colonizada de la cuenca del río Burdekin en busca de ocupación pastoral. Este grupo incluía a Ernest Henry, Philip Frederic Sellheim, Robert Phippen Stone, James Hood y Richard Haughton, que partieron de Rockhampton con dos guías aborígenes. El grupo viajó al oeste a través de la región y luego al norte hasta el Valle de las Lagunas, realizando estudios en los ríos Burdekin y Suttor y marcando rutas prometedoras para las ovejas. Ernest Henry y James Hood regresaron temprano para presentar sus reclamos de tierras, disparando a varios aborígenes locales y soltando un perro contra ellos en el camino.
Dalrymple y sus hombres restantes siguieron el río Burdekin a través de un terreno difícil y un clima monzónico hasta la costa de Upstart Bay. Allí tuvieron dos escaramuzas con un grupo grande de aborígenes residentes, en las que los miembros de la expedición atacaron a caballo. La expedición regresó a Rockhampton en marzo de 1860.
El área que exploró Dalrymple se conocía como el distrito Kennedy, que estaba en Nueva Gales del Sur cuando comenzó la expedición, pero al regresar se había convertido en parte de Queensland, que había sido declarada colonia separada. El nuevo Gobierno de Queensland rescindió las reclamaciones de Dalrymple sobre tierras en esa región, pero en compensación Dalrymple fue designado para el puesto de Comisionado de Tierras de la Corona para el distrito de Kennedy.

### Expedición de 1860 a la bahía de Cleveland y Port Denison
En 1860 Dalrymple dirigió una segunda expedición hacia el norte, esta vez por mar. Le acompañaban el teniente Joseph W. Smith, Robert Phippen Stone y Eugene Fitzalan en la goleta Spitfire. Desembarcaron en la isla Brampton, donde se encontraron con algunos aborígenes y poco después negociaron con dos hombres aborígenes en una canoa cerca de la isla Hook. Llegaron a Port Denison en septiembre y Stone Island, en Bowen Harbour, recibió el nombre de RP Stone. Dalrymple señaló que las orillas del río Don cerca del puerto estaban llenas de campamentos aborígenes, lo que indicaba una zona «muy densamente» habitada.
Luego la expedición navegó hacia el norte hasta Upstart Bay y Cleveland Bay. En el Cabo de Cleveland, los aborígenes locales intentaron explicar a Dalrymple la presencia del náufrago James Morrill mediante señas y gesticulaciones, pero Dalrymple lo interpretó como hostilidad y los miembros de su grupo mataron a tiros a uno de los aborígenes e hirieron a otro. Por esta razón no conoció a Morrill.
Desembarcaron en la costa cerca de donde hoy se encuentra la moderna ciudad de Townsville y se reunieron con varios aborígenes, a quienes les dieron galletas y tabaco. Los aborígenes comenzaron entonces a tocar y sentir a todos los miembros de la expedición y empezaron a «chasquear los labios», lo que Dalrymple interpretó como una indicación de que querían comérselos. Otro grupo de aborígenes descendió y los atacó con una lluvia de piedras y lanzas. Dalrymple y sus hombres «se vieron obligados» a abrir fuego contra ellos, «rechazándolos con pérdidas». Desembarcaron de nuevo cerca del cabo Pallarenda para obtener información desde las cimas de las colinas, pero decidieron descender a los botes que los esperaban cuando notaron que los residentes de tres campamentos aborígenes que se encontraban más abajo se dirigían hacia ellos. Esta gente gritaba y bailaba «de forma muy hostil» y Dalrymple se sintió obligado a dispararles. El grupo de Dalrymple luego hizo una «retirada ordenada» hacia los botes, deteniéndose a intervalos para disparar a los que arrojaban lanzas. La tripulación que permaneció en el Spitfire había visto a unos ocho hombres aborígenes armados en canoas acercándose a ellos desde la cercana Isla Magnética en un aparente intento de abordar el barco. Fueron repelidos por un disparo del cañón de bronce.
El grupo de Dalrymple luego regresó a Port Denison para inspeccionar el área más a fondo y encontrar un sitio adecuado para el municipio. Dalrymple recomendó la esquina norte del puerto, ya que estaba protegida y abastecida con agua dulce de los pozos pertenecientes a los indígenas residentes. Además, el territorio circundante era de bosques abiertos y llanuras con abundante granito y pinos, con fácil acceso desde todos los puntos del interior. Los ocupantes de esta zona intentaron defenderse de esta incursión pero se vieron obligados a retirarse. Luego los hombres de Dalrymple despejaron la maleza circundante y colocaron centinelas. Luego excavaron los pozos para crear un depósito más grande de agua dulce en preparación para la futura llegada de colonos. Éste sitio más tarde se convirtió en el municipio de Bowen. 

### Expedición de 1861 para fundar la ciudad de Bowen
En 1861, Dalrymple partió nuevamente a Port Denison con un grupo de colonos para establecer el asentamiento en el sitio que había elegido. Dirigió una expedición terrestre desde Rockhampton, complementada con un contingente naval para reunirse en Port Denison. Dalrymple planeó esta entrada por dos frentes en el área porque «una cooperación repentina de fuerzas terrestres y marítimas... o bien causaría terror, lo que resultaría en una huida inmediata, o bien permitiría asestar un golpe» contra el pueblo aborigen local, muchos de los cuales habían sido vistos acampados alrededor del puerto. Para facilitar este plan, Dalrymple viajó con el teniente Williams y seis soldados Policía Nativa, mientras que el teniente Walter Powell y sus soldados viajaron en los barcos. Estos barcos eran el Jeannie Dove y el Santa Barbara bajo el mando del capitán McDermott.
El grupo marítimo llegó primero y esperó al grupo terrestre de Dalrymple acampando en Stone Island, en la entrada del puerto. El grupo de Dalrymple, que incluía 140 caballos y 121 cabezas de ganado, llegó el 11 de abril de 1861. Cabalgó hasta la zona costera para «despejar de aborígenes la zona, si fuera necesario» y para avisar al grupo de McDermott en Stone Island. La gente local ya había huido. Luego llegaron los colonos de Stone Island y se fundó la ciudad de Port Denison (más tarde llamada Bowen). Dalrymple escribió que fue «profundamente gratificante para mí ver la bandera británica ondeando sobre el lugar donde... hace unos días, los aborígenes salvajes tenían un dominio indiscutible» y que el asentamiento marcó «el avance de otra gran ola de energía angloaustraliana».
Dalrymple era el oficial jefe y magistrado de policía de este nuevo municipio, supervisando la entrada de colonos al puerto y la construcción de los edificios. También ofició la respuesta a la población aborigen local. Durante las primeras seis semanas de la colonización, la policía nativa y voluntarios armados llevaron a cabo al menos seis operaciones contra los aborígenes de la zona, que tuvieron como resultado que estos fueran expulsados de la tierra y también perseguidos por mar. Estas acciones culminaron con la utilización de toda la fuerza disponible en la ciudad en un enfrentamiento en el que un gran grupo de aborígenes fue «rápidamente derrotado con una pérdida suficiente para darles una lección severa y, se espera, útil». Un corresponsal del Rockhampton Bulletin y del Central Queensland Advertiser consideraba a los aborígenes como «caricaturas miserables de la raza humana... administradores infieles de la hermosa propiedad que acumulan», y que era «el deber de la civilización ocupar el suelo que desprecian y deshonran», y que «la fuerza e incluso la severidad pueden ser necesarias para frenar su disposición brutal». Dalrymple demostró ser un oficial jefe popular, organizando las celebraciones del cumpleaños de la Reina en Port Denison con «un estilo aprobado de lealtad».

### Expedición de 1862 al río Burdekin
En 1862, Dalrymple hizo otro viaje a la región baja del río Burdekin y concluyó que «la zona boscosa abierta y rica en pastos» se convertiría en «una adición muy valiosa a los recursos pastorales y agrícolas de la colonia». Esta área poco después se abrió a la ocupación pastoral y más tarde se convirtió en la región de cultivo de caña de azúcar alrededor del actual municipio de Ayr .

### Expedición de 1864 para fundar la ciudad de Cardwell
En enero de 1864, Dalrymple dirigió una expedición para establecer un puerto y un municipio en las costas de la bahía de Rockingham. Éste puerto debía facilitar el acceso del transporte a la Estación del Valle de las Lagunas aproximadamente 80 km tierra adentro. Dalrymple fue parte de la compañía que estableció la Estación del Valle de las Lagunas en 1862 después de que el gobierno abriera el área. Una sociedad formada entre Walter Jervoise Scott, su hermano Arthur, Dalrymple y Robert Herbert (entonces primer ministro de Queensland) financió la adquisición del arrendamiento. La sociedad pasó a llamarse Scott Bros, Dalrymple & Company, con Dalrymple actuando como gerente.
El grupo de Dalrymple, formado por veinte hombres, entre ellos el capitán Walter Powell, el teniente John Marlow de la Policía Nativa, Philip Frederic Sellheim y James Morrill, partió de Bowen a bordo del Policeman (Oficial de Policía). Llegaron a la bahía de Rockingham y el 21 de enero Dalrymple eligió el sitio más adecuado disponible para el nuevo puerto. A Morrill, que tenía un buen conocimiento de los dialectos aborígenes locales después de haber vivido con un clan cercano durante 17 años, se le pidió que comunicara al pueblo aborigen que el grupo había llegado para tomar posesión del área. Morrill les dijo que se fueran o les dispararían, y más tarde los hombres de Dalrymple atacaron a un grupo de «negros armados» dejándolos «bastante destrozados». Dalrymple también encontró un pueblo muy ordenado, con terrenos y senderos de estos residentes nativos. El nuevo asentamiento portuario británico recibió el nombre de Cardwell en honor a Edward Cardwell, primer vizconde Cardwell, en ese momento Secretario de Estado para las Colonias.

### Expedición de 1864 a lo largo del río Herbert
Después de establecer el sitio del nuevo municipio de Cardwell, Dalrymple se propuso hacer una ruta a la estación Valley of Lagoons. Después de seguir un camino nativo y atravesar una espesa jungla a lo largo de la cordillera detrás de Cardwell, el grupo encontró un valle de llanuras cubiertas de hierba intersecadas con franjas de selva tropical. Un río serpenteaba por este valle, al que Dalrymple llamó río Herbert en honor a su socio comercial y primer primer ministro de Queensland, Robert Herbert. Dalrymple siguió éste río, que estaba habitado por una tribu de aborígenes, hasta la cordillera Seaview y hasta la estación de ovejas del Valle de las Lagunas. Allí consiguió provisiones, hombres y ganado, e hizo un difícil viaje de regreso a Cardwell, ampliando el camino hasta convertirlo en una especie de carretera. Las tierras a lo largo del valle del río Herbert pronto fueron ocupadas por colonos y más tarde se fundó la ciudad de Ingham.

## Política
En 1865 Dalrymple decidió entrar en política. Esto ocurrió a pesar de haber tenido un reciente enfrentamiento con un miembro destacado del Servicio Público de Queensland, Augustus Gregory, y de haber agredido a John Jardine, el magistrado de policía de Rockhampton, con un látigo de montar. Jardine demandó a Dalrymple por difamación, por lo que recibió £500 en daños y perjuicios. Fue elegido en 1865 y sirvió hasta 1866 como el primer miembro del distrito Kennedy en la Asamblea Legislativa de Queensland bajo el mando de Robert Herbert como Secretario Colonial. En 1867 decidió no volver a competir y navegó de regreso a Gran Bretaña por razones de salud.

## Vida posterior
En 1869, Dalrymple regresó a Queensland y compró la estación pastoral de Oxford Downs. Sin embargo, fue una mala inversión y Dalrymple se declaró insolvente. En octubre de 1871, fue nombrado Comisionado Adjunto de Oro para los Yacimientos de Oro de Gilberton, convirtiéndose más tarde en Magistrado de Policía de la región. Pero estos yacimientos de oro no fueron rentables para los buscadores y poco después fueron abandonados.

### Expedición a la Costa Noreste de 1873
En 1873, el gobierno de Queensland designó a Dalrymple para dirigir una expedición de exploración para visitar e informar sobre las tierras costeras no colonizadas al norte de Cardwell y evaluar su potencial como áreas para la producción de azúcar.  El 29 de septiembre de 1873, partió de un fondeadero cerca de Cardwell acompañado por Walter Hill, conservador de los Jardines Botánicos, así como por los subinspectores Robert Arthur Johnstone, Ferdinand Macquarie Tompson y 13 soldados de la Policía Nativa. La expedición se realizó a bordo de dos cúteres llamados Flying Fish (Pez Volador) y Coquette (Coqueta). Pronto se les unió Philip Henry Nind, que navegaba por la zona en busca de tierras para cultivar caña de azúcar.
Exploraron el puerto de Mourilyan e hicieron un vivac en Camp Point, donde había un campamento aborigen. Luego fueron a Gladys Inlet, donde Dalrymple nombró Coquette Point, Flying Fish Point y el río Johnstone . Viajaron a lo largo del río encontrando la región habitada por muchos aborígenes que accedían al río con catamaranes bien hechos. Acamparon en asentamientos aborígenes en las orillas después de que los residentes fueran «desplazados» o «dispersados» mediante ráfagas de disparos. Uno de estos campamentos se denominó Campamento de Nind y más tarde se convirtió en el emplazamiento del municipio de Innisfail . Dalrymple caminó por la cercana cordillera Basilisk y observó que toda la región del río Johnstone era una vasta extensión de densa jungla tropical con grandes plátanos silvestres, cedros y palmeras intercalados con numerosas otras plantas. El suelo bajo la selva fue considerado insuperable para el cultivo de la caña de azúcar.
La expedición luego prosiguió hacia el norte hasta Trinity Bay, donde nuevamente encontraron una numerosa población aborigen que se destacaba por las grandes canoas con estabilizadores y proas decorativas que construían. Dalrymple acampó en un sitio que más tarde se convirtió en la ciudad de Cairns. También fue aquí donde Dalrymple, que sufría fiebre, resbaló en la cubierta y se lastimó gravemente. Procedieron a Double Island, donde acamparon durante unos días para permitir que Dalrymple descansara. En el continente de enfrente, inmediatamente después de desembarcar en un lugar más tarde conocido como Palm Cove, un gran número de aborígenes salieron de sus campamentos e intentaron impedir el paso del grupo a la laguna. Sólo cuando los aborígenes estaban a punto de lanzar sus lanzas fueron repelidos por los disparos. Tras descubrir las «evidencias inequívocas de un canibalismo habitual generalizado», como «cuerpos asados y parcialmente comidos» en los campamentos de los aborígenes, todo el grupo «se alegró de corazón por la severa lección que su hostilidad injustificable les había traído».
El 24 de octubre, la expedición llegó al río Endeavour . Al día siguiente, fueron sorprendidos por la llegada del barco Leichhardt, a bordo del cual se encontraba Archibald Campbell MacMillan y 70 mineros de oro, que habían llegado para establecer un puerto para los yacimientos de oro del río Palmer . En pocos días se creó un asentamiento que más tarde se conocería como Cooktown . Mientras estaba en el río Endeavour, un aborigen local tomó una bandera topográfica. Los soldados de Johnstone y los miembros de la expedición de Leichhardt dispararon una ráfaga de tiros contra el hombre por hacer esto, pero él logró escapar sin ser asesinado. La expedición de Dalrymple luego regresó a Cardwell para obtener un barco más grande para realizar el resto de la exploración. Éste barco fue el Flirt, a bordo del cual Dalrymple exploró y nombró los ríos Mulgrave, Russell, Mossmann y Daintree. Además, estos ríos estaban poblados de una espesa selva tropical y habitados por aborígenes que navegaban por ellos en canoas. Johnstone tomó el cadáver de una mujer momificada local de una choza mientras estaba en esta región, que Dalrymple colocó más tarde en el Museo de Brisbane.
Se consideró que la expedición había terminado y el grupo navegó de regreso a Cardwell, regresando por Coquette Point, donde tuvieron una escaramuza con algunos aborígenes que habían desenterrado el cuerpo de un marinero náufrago. Dalrymple escribió que los «ultrajes» de estos «caníbales salvajes... sólo pueden ser detenidos mediante un derramamiento aún más copioso de sangre». Llegaron a Cardwell el 22 de diciembre de 1873. A Dalrymple, que se había caído de un caballo antes del viaje y que se había enfermado gravemente y había sufrido más heridas durante la expedición, se le concedió una licencia de ausencia durante algunos meses después de su regreso.

## Enfermedad y muerte
Habiéndose recuperado parcialmente, fue enviado a Somerset como residente del gobierno, pero enfermó peligrosamente después de dos meses y habría muerto en ese momento si el barco correo del Estrecho de Torres no se lo hubiera llevado y le hubiera brindado el beneficio de recibir atención médica. Su enfermedad, sin embargo, fue de naturaleza prolongada, y el Gobierno le dio un año de licencia, con sueldo completo, para que pudiera visitar Inglaterra, con la esperanza de que el viaje le devolviera la salud; pero no produjo en él ningún beneficio permanente, y nunca estuvo lo suficientemente bien como para regresar a la colonia.
Después de pasar aproximadamente dos años en Inglaterra tratando de recuperarse de su enfermedad, Dalrymple murió en St. Leonards, Sussex, Inglaterra y está enterrado en el cementerio de Hastings.

## Legado
El ahora abandonado municipio de Dalrymple, Queensland, recibió su nombre en su honor,  al igual que Mount Dalrymple, el condado de Dalrymple y el condado de Dalrymple.